# Zbrodnia pomorska 1939
Uzasadnienie: artykuł opisuje wydarzenia opisane już w istniejącym wcześniej haśle. Zamiast tworzyć nowy byt lepiej uzupełnić istniejący o część zawartych w tym miejscu informacji
Zbrodnia pomorska 1939 – określenie szeregu aktów eksterminacji bezpośredniej dokonanych na ludności polskiej od pierwszych dni września 1939 r. do pierwszych miesięcy 1940 r. na obszarze blisko 400 miejscowości położonych w 21 powiatach przedwojennego województwa pomorskiego. Proceder ten polegał na ujęciu Polaków i osadzeniu ich w aresztach i punktach zbiorczych, a następnie wytypowaniu spośród tej grupy osób przeznaczonych do rozstrzelania. W literaturze naukowej nie funkcjonował do tej pory termin „Zbrodnia pomorska 1939”, częściej można było spotkać określenie „krwawa pomorska jesień”, „pogrom”, „niemiecki Katyń 1939”, jak również „Intelligenzaktion” i „Säuberungsaktion”. Dopiero w ciągu kilku ostatnich lat, w związku z pracami badawczymi prowadzonymi przez historyków dra Tomasza Cerana, dr Izabelę Mazanowską i dr hab. Monikę Tomkiewicz zatrudnionych w Centrali i gdańskim Oddziale Instytutu Pamięci Narodowej termin „Zbrodni pomorskiej 1939 roku” został doprecyzowany i stanowi przedmiot badań.

## Liczba ofiar
Ze względu na zacieranie śladów zbrodni oraz częściowe zniszczenie archiwum Selbstschutzu skalę tych akcji trudno precyzyjnie oszacować liczbowo. Polscy historycy podają, że w 1939 r. na Pomorzu Gdańskim Niemcy zamordowali od 20 do 40 tys. osób (Czesław Madajczyk oszacował minimalną liczbę zamordowanych na 20 tys. osób, Kazimierz Radziwończyk i Dariusz Matelski na 30 tys. a Barbara Bojarska na 40 tys.). Do tej pory z imienia i nazwiska zidentyfikowano blisko 10 tys. ofiar. Listy z ustalonymi nazwiskami straconych stanowią materiał dowodowy śledztw prowadzonych w Oddziałowej Komisji Ścigania Zbrodni przeciwko Narodowi Polskiemu w Gdańsku.

## Sprawcy

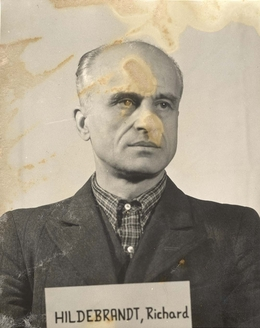
Richard Hildebrandt – Wyższy Dowódca SS i Policji w Okręgu Rzeszy „Gdańsk-Prusy Zachodnie”

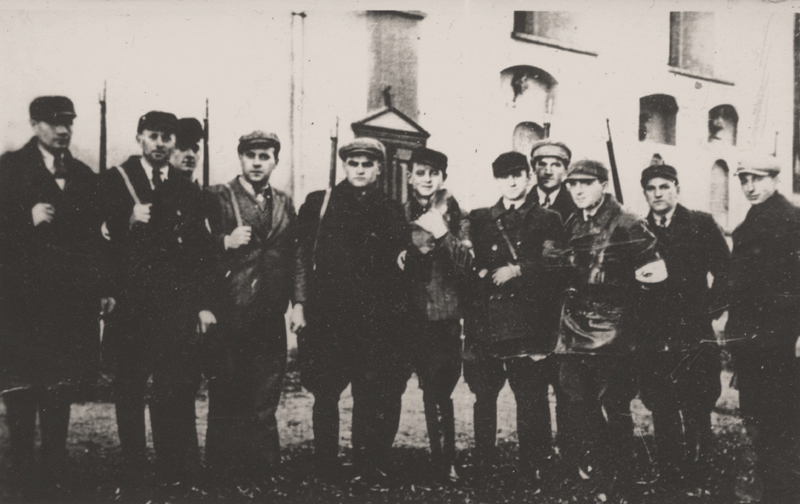
Członkowie Selbstschutzu przed klasztorem w Górce Klasztornej

Zbrodnia ta została dokonana przez oddziały Volksdeutscher Selbstschutz przy aktywnym wsparciu Wehrmachtu, SS i wszystkich struktur policyjnych w tym również Einsatzgruppen der Sicherheitspolizei und des Sicherheitsdienst, w skład których wchodziły oddziały operacyjne – Einsatzkommando (EK). Główną rolę kierowniczą w eksterminacji ludności pomorskiej odegrał namiestnik Okręgu Rzeszy Gdańsk-Prusy Zachodnie Albert Forster i jego administracja terenowa, której celem było całkowite zniemczenie Pomorza w ciągu 5 lat. W Wolnym Mieście Gdańsk jeszcze przed wybuchem wojny powołano jednostkę szturmowo-wartowniczą SS-Wachsturmbann „Eimann”, która brała udział w eksterminacji ludności polskiej i chorych psychicznie w poszczególnych powiatach. Szczególną rolę w aparacie terroru na Pomorzu Gdańskim odegrali też miejscowi Niemcy działający pod nadzorem SS, skupieni początkowo w lokalnych oddziałach niemieckiej straży obywatelskiej złożone z Volksdeutschów, które de facto służyły do załatwiania osobistych porachunków z polskimi sąsiadami. W związku z tym „Zbrodnia pomorska 1939 roku” określana jest również często jako zbrodnia sąsiedzka. Organizacja Volksdeutscher Selbstschutz powołana została na terenie całej okupowanej Polski, jednak szczególną rolę odegrała na Pomorzu. Jej szefem został były adiutant Himmlera – Ludolf von Alvensleben „Bubi”. Do organizacji na Pomorzu wstąpiło ponad 38 tys. miejscowych Niemców, czyli niemal wszyscy mężczyźni w wieku od 17 do 45 lat     .

## Aresztowania i egzekucje

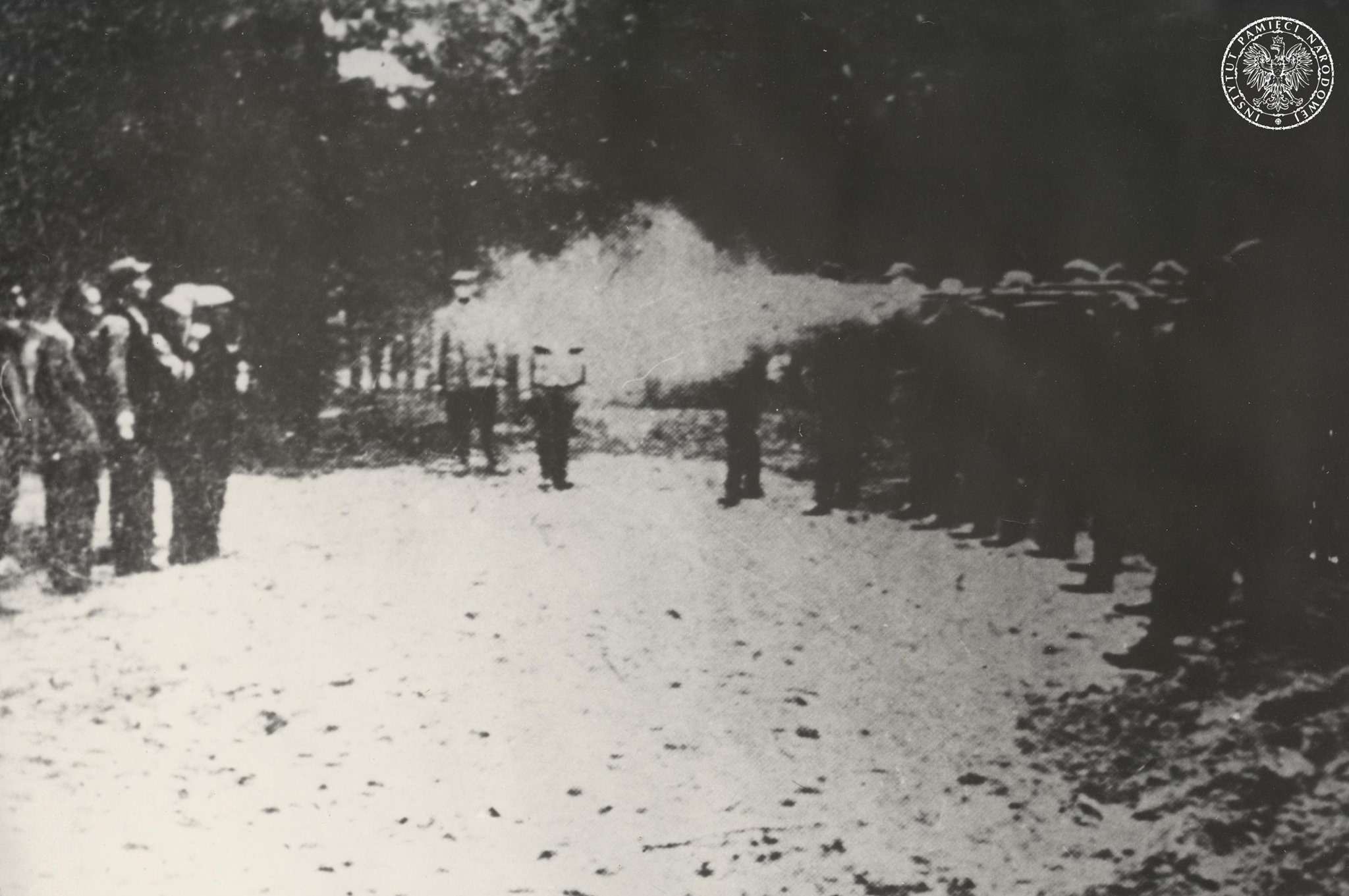
Egzekucja w Barbarce pod Toruniem, jesień 1939 r.

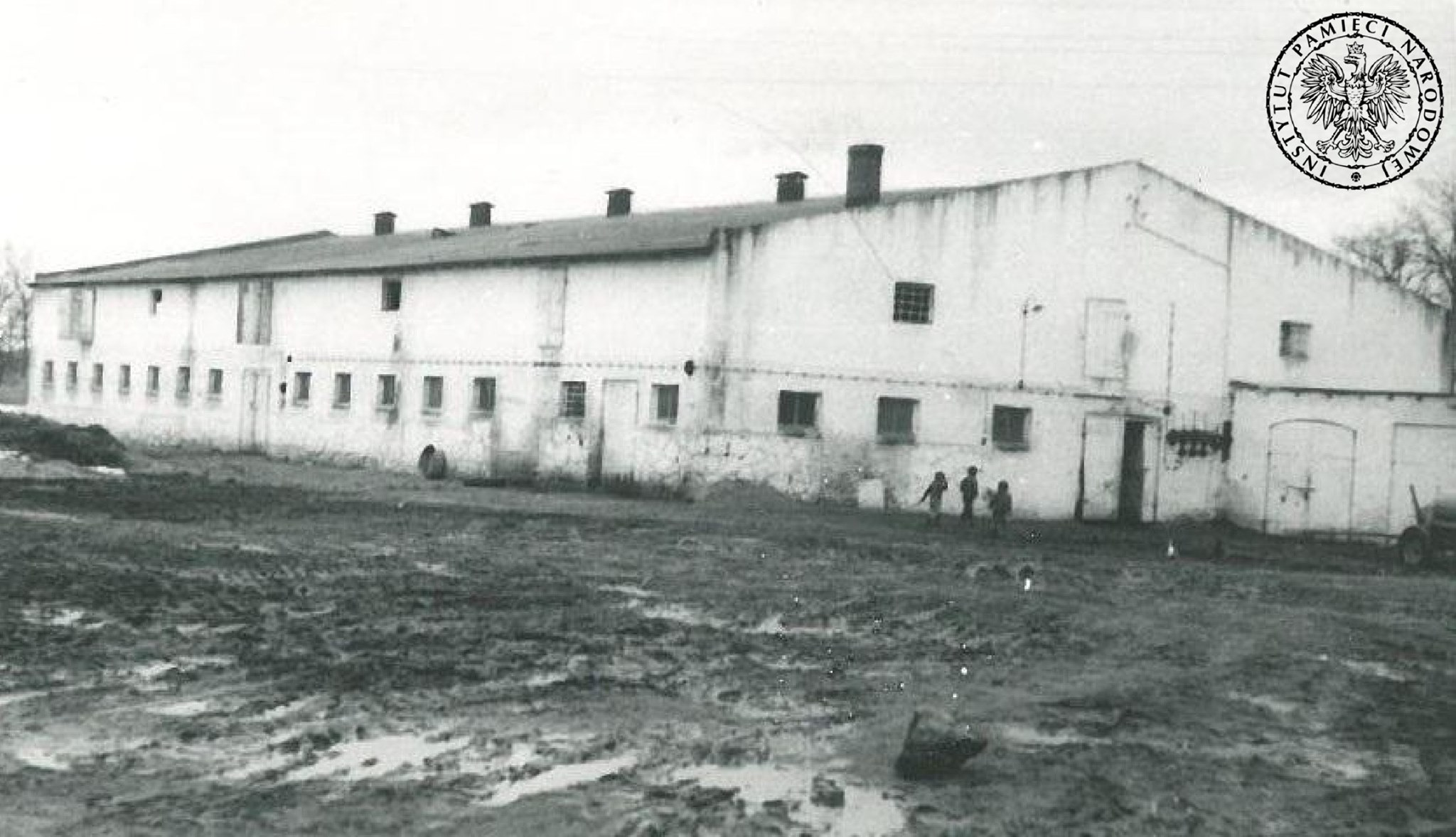
Obóz zatrzymań Karolewo

Mieszkańców polskich wsi i miast wyciągano w nocy siłą z ich domów i doprowadzano do prowizorycznych więzień i aresztów. Miejscami, w których były gromadzone przyszłe ofiary były najczęściej budynki starych fabryk, piwnice gmachów szkolnych, cele na posterunkach policji, kościoły i zamki. W aresztach i obozach znęcano się na zatrzymywanymi, a w niektórych przypadkach organizowano tam także miejsca kaźni gdzie zabijano więźniów. W aresztach obradowały sądy ludowe (Volksgericht) zwane czasami sądami Selbstschutzu (Selbstschutzgericht), określane przez Polaków mianem Mordkomission. Sądy te kierując się ideologią nazistowską z pełną dowolnością, bez prowadzenia postępowania dowodowego wydawały polecenia mordowania poszczególnych osadzonych tam osób. Większość ofiar II wojny światowej na Pomorzu nie zginęła w obozach koncentracyjnych czy w wyniku działań zbrojnych tylko została rozstrzelana w dołach śmierci. Z obozów zatrzymań i aresztów Polaków wywożono do miejsc kaźni. Miejsca masowych egzekucji na Pomorzu zlokalizowano w żwirowniach i piaskowniach (Paterek koło Nakła nad Notecią, Mniszek) rozległych dolinach i leśnych parowach (bydgoski Fordon, Płutowo), rowach przeciwartyleryjskich i okopach strzeleckich (Tryszczyn, Fordon, Pola Igielskie koło Chojnic). Zgodnie z wytycznymi RSHA najwięcej egzekucji odbyło się w lasach w okolicach większych miejscowości (Lasy Piaśnickie, Lasy Szpęgawskie, Lasy Gniewkowskie, Lasy Hopowskie i Mestwinowskie koło Kościerzyny, Lasy Skarszewskie, Lasy Kaliskie obok Kartuz, Barbarka koło Torunia, Las Pińczata obok Włocławka, Las Kujawski i Lasy Rybienieckie koło Klamer, Las Brzezinka koło Brodnicy, Lasy Karnkowskie i Radomockie pod Lipnem). Egzekucji dokonywano także w parkach miejskich (Łasin, Grudziądz, Chojnice, Kcynia), w aresztach i obozach Gestapo i Selbstschutzu („Dom Kaźni” w Rypinie, koszary artyleryjskie w Bydgoszczy), na polach należących do majątków polskich i niemieckich gospodarzy. W Karolewie była to polana, na której przed wojną rozgrywano zawody sportowe i wiece polityczne. Miejscami straceń były również cmentarze żydowskie (Skarszewy nad jeziorem Borówno Wielkie, Bydgoszcz, Świecie, Szubin, Wyrzysk, Łobżenica, Kcynia, Włocławek) i rzymskokatolickiej (Bydgoszcz, Nakło nad Notecią)   .

## Zbrodnia pomorska 1939 roku w powiecie kościerskim

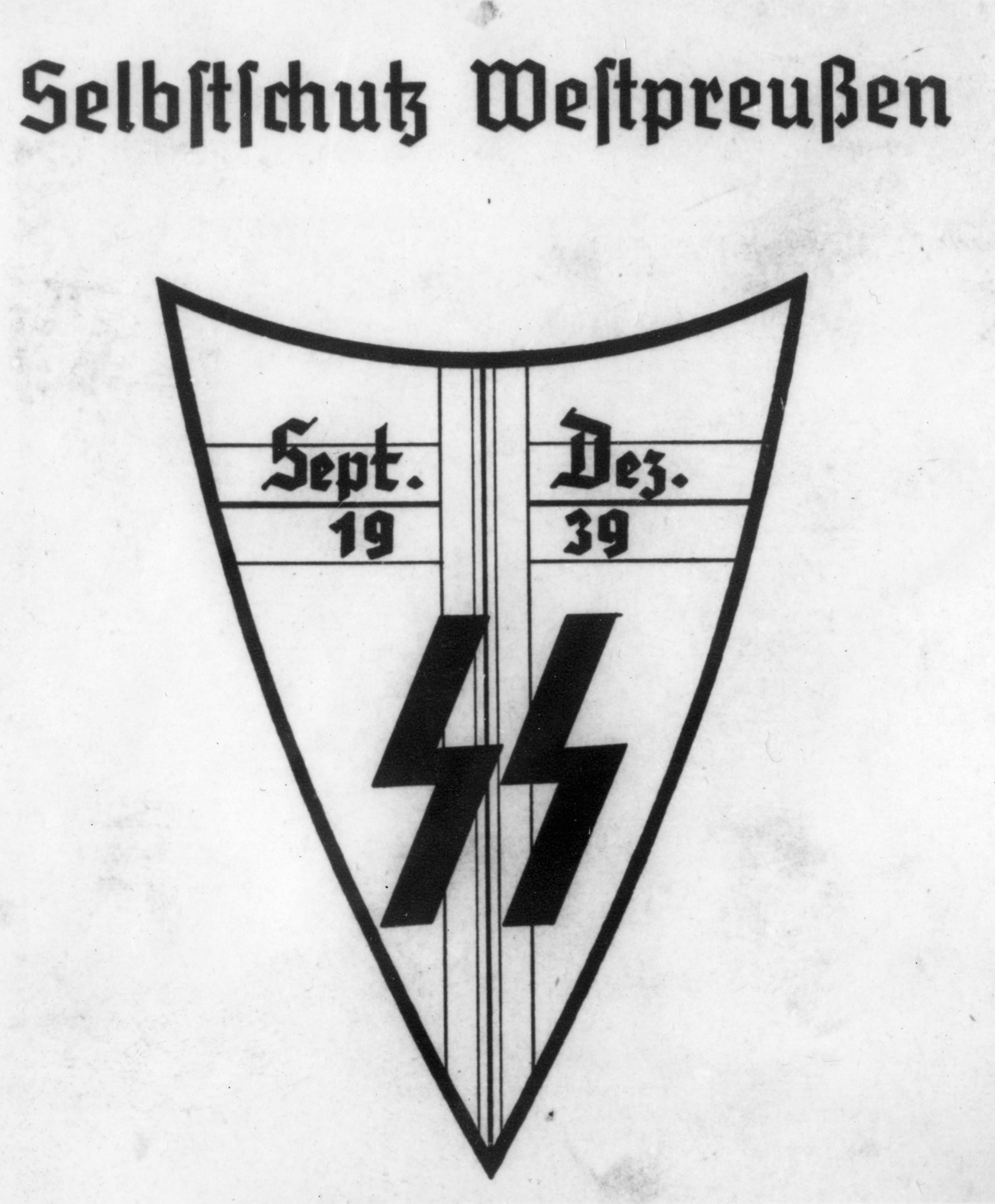
Odznaka Selbstschutzu Westpreussen

Aresztowania w powiecie kościerskim, prowadzone przez żandarmerię i V inspektorat Selbstschutz, rozpoczęły się już we wrześniu 1939 r. i objęły początkowo przedstawicieli polskiej inteligencji i kaszubskich działaczy społeczno-politycznych, których gromadzono w więzieniach w Kościerzynie i Skarszewach oraz obozie przejściowym dla internowanych w Wielkim Klinczu. Przed wywiezieniem na egzekucję więźniów z Kościerzyny, Skarszew i Wielkiego Klincza przewożono najczęściej do gmachu Sądu w Skarszewach, który w powiecie kościerskim pełnił funkcję centralnego punktu zbiorczego. Szacuje się, że w pierwszych miesiącach wojny w ok. 50 miejscach na terenie powiatu kościerskiego zamordowano ok. 1,5 tys. obywateli polskich. Najwięcej osób z tego powiatu rozstrzelano w Lesie Proboszczowskim koło Skarszew, w Lesie Mestwinowskim, w okolicach jeziora Borówno Wielkie, w pobliżu miejscowości Więckowy oraz na cmentarzu żydowskim w Skarszewach. Wykonawcami egzekucji terenie powiatu kościerskiego w pierwszych miesiącach wojny byli członkowie oddziału operacyjnego Einsatzkommando 16 zaangażowani w akcję o kryptonimie „Tanenberg” oraz oddziału SS-Wachsturmbann Kurta Eimanna.
Kolejne masowe zbrodnie w powiecie kościerskim popełnione zostały przez Niemców w lesie koło Karpna (niem. Karpno). W egzekucji tej zginęli mieszkańcy Lipusza, którzy zostali aresztowani przez członków Selbstschutzu, SA, SS, żandarmów, junaków Niemieckiego Frontu Pracy i żołnierzy Wehrmachtu. Wszystkich aresztantów osadzono pod strażą w magazynie Banku Ludowego w Lipuszu, gdzie utworzono posterunek policji. Tego samego dnia zatrzymanych w czteroosobowych kolumnach wyprowadzono w kierunku Karpna. Na leśnej polanie koło Karpna Polakom rozdano łopaty i nakazano wykopać długi rów o głębokości około metra, a następnie rozstrzelano tam 17 osób .
W innej położonej w powiecie kościerskim wsi – Jaroszewy zgodnie z poleceniem wydanym przez komendanta Selbstschutzu Böhlkego 25 października 1939 r. w budynku miejscowej szkoły zwołano zebranie mieszkańców. Wezwano na nie czterdziestu Polaków. Na miejsce przybyli też członkowie Selbstschutzu, SS i SA, a wśród nich starosta powiatu Günter Modrow. Zgromadzonych mężczyzn wyprowadzono ze szkoły w kierunku Lasu Mestwinowskiego, gdzie czekały już na nich wykopane doły. Czterdziestu zamordowanych zakopano, a utworzoną prowizorycznie mogiłę zamaskowano.
Na terenie powiatu kościerskiego do zbrodni w 1939 r. dochodziło jeszcze w następujących miejscowościach: Gostomie (14 listopada 1939 r. Niemcy rozstrzelali dwóch Polaków: Rudolfa Lassa i Władysława Rogala), Grabowo Kościerskie (29 października 1939 r. Niemcy zamordowali 10 Polaków aresztowanych w Wielkim Pucu) .

## Zbrodnia pomorska 1939 roku w powiecie morskim
Pierwsza pokazowa akcja skierowana przeciwko obywatelom polskim zamieszkującym powiat morski miała miejsce 10 września 1939 r. na wejherowskim rynku oraz dziedzińcu miejscowego więzienia. Po wzięciu przez oddziały niemieckie do niewoli ok. 600 polskich jeńców z 1 Morskiego pułku strzelców biorących udział w obronie terenu pomiędzy Redą a Białorzeką zostali oni pod eskortą przeprowadzeni do Wejherowa. W grupie tej znalazł się funkcjonariusz Policji Państwowej w Wejherowie Aleksander Wikieł oraz funkcjonariusz Straży Granicznej w Zamostnem Józef Nowaczyk. Następnie przeprowadzono jeńców do więzienia w Wejherowie, gdzie jeszcze na dziedzińcu Wikieła i Nowaczyka rozstrzelano, a ich ciała wrzucono do wykopanego na terenie więzienia dołu. W tym samym miejscu wykonano egzekucję na 20 letnim pochodzącym z Wejherowa członku Związku Strzeleckiego.
Największa zbrodnia na Pomorzu i jedna z pierwszych na tak dużą skalę w Europie popełniona została w Piaśnicy leżącej w odległości około 10 km od Wejherowa, na obszarze leśnym obejmującym ok. 250 km². Egzekucje w Lasach Piaśnickich rozpoczęły się na przełomie października i listopada 1939 r. i trwały do pierwszych miesięcy 1940 r. W listopadzie i grudniu 1939 r. rozstrzelano około 2 000 Polaków i Żydów z Gdyni, Wejherowa i Pucka oraz powiatu kartuskiego i Gdańska. Były to osoby, które zostały aresztowane w ramach „operacja Tannenberg” i „operacji przeciwko inteligencji”. Zbrodnia piaśnicka stała się niejako wzorem dla kolejnych egzekucji mających na celu masowe wyniszczenie Polaków. Do Piaśnicy dowożono ofiary z więzień i aresztów w Gdańsku, Gdyni, Sopocie, Tczewie, Pucku, Kartuzach oraz z rampy kolejowej w Wejherowie. Zwłoki osób zamordowanych w Piaśnicy zostały zagrzebane w 35 masowych grobach. Na podstawie powojennej identyfikacji zwłok, która była prowadzona z udziałem rodzin pomordowanych, udało się ustalić jedynie personalia 55 osób. 30 ciał odnalezionych Gdynian zostało pogrzebanych 26 października 1946 r. na Cmentarzu Wojskowym w Gdyni – Redłowie, a pozostałe osoby na życzenie rodzin w zbiorowych mogiłach nr 1 i 2 w Piaśnicy .
Z kolei pierwsza i trzecia kompania 64 batalionu policyjnego została wykorzystana podczas ich stacjonowania w Gdyni „do rozstrzelania polskich młodocianych”. tj. rozstrzelania w dniu 11 listopada 1939 r. na terenie gdyńskiej dzielnicy Obłuże 10 chłopców oraz w dniu 26 października 1939 r. szesnastoletnich Józefa Radomskiego i Bolesława Bandzarewicza. Najczęściej powtarzanym powodem akcji odwetowej z dnia 11 listopada 1939 r. było wybicie przez Polaków szyby w budynku posterunku policji niemieckiej na Obłużu, a według innej wersji zdarzeń Polacy mieli nie tylko rzekomo wybić szyby w oknach posterunku ale również strzelać do niemieckiego policjanta, a nawet zerwać flagę hitlerowską. W trakcie odbytej w Gdańsku narady ustalono, że w oparciu o zasadę zbiorowej odpowiedzialności należy zatrzymać polską ludność Oksywia płci męskiej i w obecności zebranych osób rozstrzelać od 10 do 15 młodocianych Polaków.

## Zbrodnia pomorska 1939 roku w powiecie starogardzkim

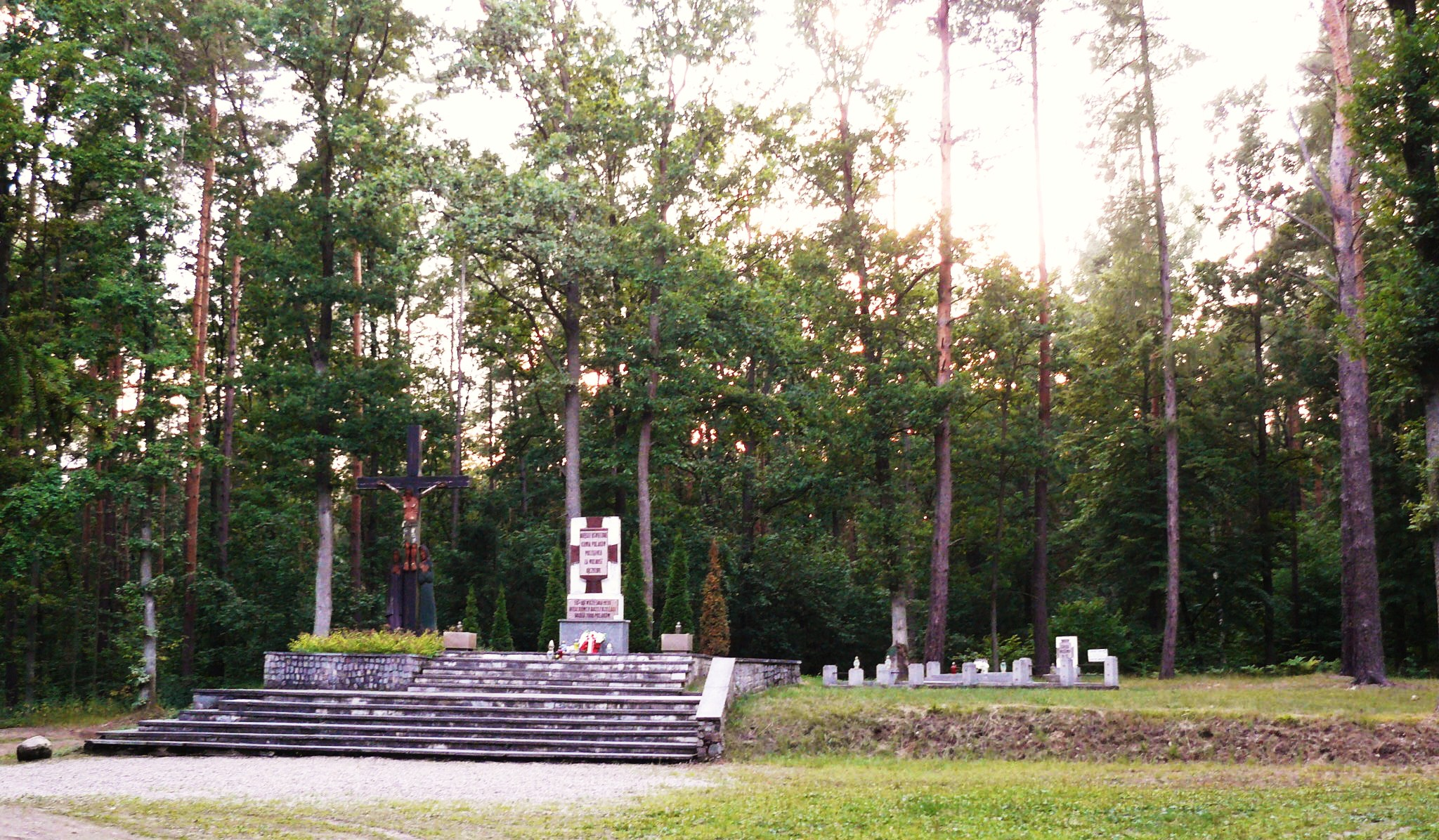
Pomnik w Lesie Szpęgawskim

Już 3 września 1939 r. Niemcy założyli w Skórczu obóz tymczasowy dla ludności polskiej. Przetrzymywano w nim i zmuszano do ciężkiej pracy fizycznej przeważnie nauczycieli z powiatu starogardzkiego oraz księży z Osieka, Kasparusa, Lubichowa i Pinczyna. Stan obozu wynosił przeciętnie od 100 do 150 więźniów. Obóz zlikwidowano pod koniec listopada 1939 r.
4 września 1939 r. przybyła do Krajowego Zakładu Psychiatrycznego w Kocborowie grupa około dwudziestu SS-manów pod dowództwem Obersturmführera Braunschweiga, która stanowiła część oddziału SS-Sturmbannführera Kurta Eimanna, która była powszechnie nazywana „Sonderkommando nach Konradstein”. Do 9 grudnia członkowie tego oddziału sukcesywnie mordowali pacjentów zakładu i dokonywali zbrodni w okolicy. 6 września 1939 r. dowódca SA SS-Unterscharführer Wilhelm Fast posiłkując się miejscowym oddziałem Selbstschutzu przystąpił do masowych aresztowań mieszkańców Starogardu, 12 września w tym celu zaanektował pomieszczenia Baszty Gdańskiej, a w dniu następnym również synagogę. Starogardzkie więzienie stało się centralnym punktem rozdziału aresztowanych Polaków z tej części Pomorza (głównie ze Skórcza, Pelplina i Tczewa). Z więzienia wywożono osadzonych do Gdańska, do obozu Stutthof i na rozstrzelanie do Lasów Szpęgawskich. Od połowy września 1939 r. trzydziestoosobowy oddział o charakterze policji pomocniczej SA-Hilfspolizei der Standarte 128 pozostający w gestii dowódcy żandarmerii powiatowej dokonał kilku zbrodni na terenie powiatu, m.in.: II oddział w Skórczu 15 września 1939 r. zamordował Żydów Józefa Pakmura i Geldfischa w lesie Zajączek oraz 22 września Żydów Władysława Gotkina i Trachtenberga koło Rychławy.
W powiecie starogardzkim osoby aresztowane osadzane był w punktach zbiorczych, które na terenie powiatu zlokalizowano w głównie w aresztach żandarmerii w Zblewie, Osiecznej, Lubichowie, Skórczu i Leśnej Jani; piwnicach majątków ziemskich w Kopytkowie, Leśnej Jani, Radziejowie, Borzechowie; pomieszczeniach „wytwórni Litewskiego” w Skórczu; w pomieszczeniach tartacznych w Skórczu oraz na terenie Starogardu w: więzieniu, synagodze, baszcie gdańskiej i Krajowym Zakładzie Psychiatrycznym w Kocborowie. Aresztowań dokonywali członkowie żandarmerii, Hilfspolizei, Selbstschutzu, Wehrmachtu, SA, SS, Ordnungspolizei oraz Służby Pracy Rzeszy. Na miejsce masowych straceń wybrane zostały: Lasy Szpęgawskie koło Starogardu; Las Witnik koło Leśnej Jani (20 września 1939 r. Selbstschutz rozstrzelał tam 5 osób; w październiku 1939 r. kolejnych 6 osób); Las Zajączek koło Skórcza (ok. 90 osób zamordowanych); Las Szpęgawski koło miejscowości Kokoszkowy (13 września 1939 r. rozstrzelano w tym miejscu 10 znanych z nazwiska osób); las koło Skórcza (we wrześniu 1939 r. członkowie Selbstschutzu rozstrzelali 11 znanych z nazwiska mężczyzn z gminy Smętowo Graniczne oraz ok. 140 nieustalonych personalnie ofiar); las pod Ciecholewami (39 ofiar); w Drewniaczkach (10 ofiar); w Kasparusie (7 osób); w Grabowie (12 osób); w Żurawkach (7 osób); w Raduńsku (7 osób) i w lasach koło Rokicina (30 ofiar). Z wymienionych punktów zbiorczych skazańcy byli transportowani do więzienia w Starogardzie, bądź przewożeni bezpośrednio do miejsca egzekucji zlokalizowanego w miejscowych lasach

## Zbrodnia pomorska 1939 roku w powiecie tczewskim

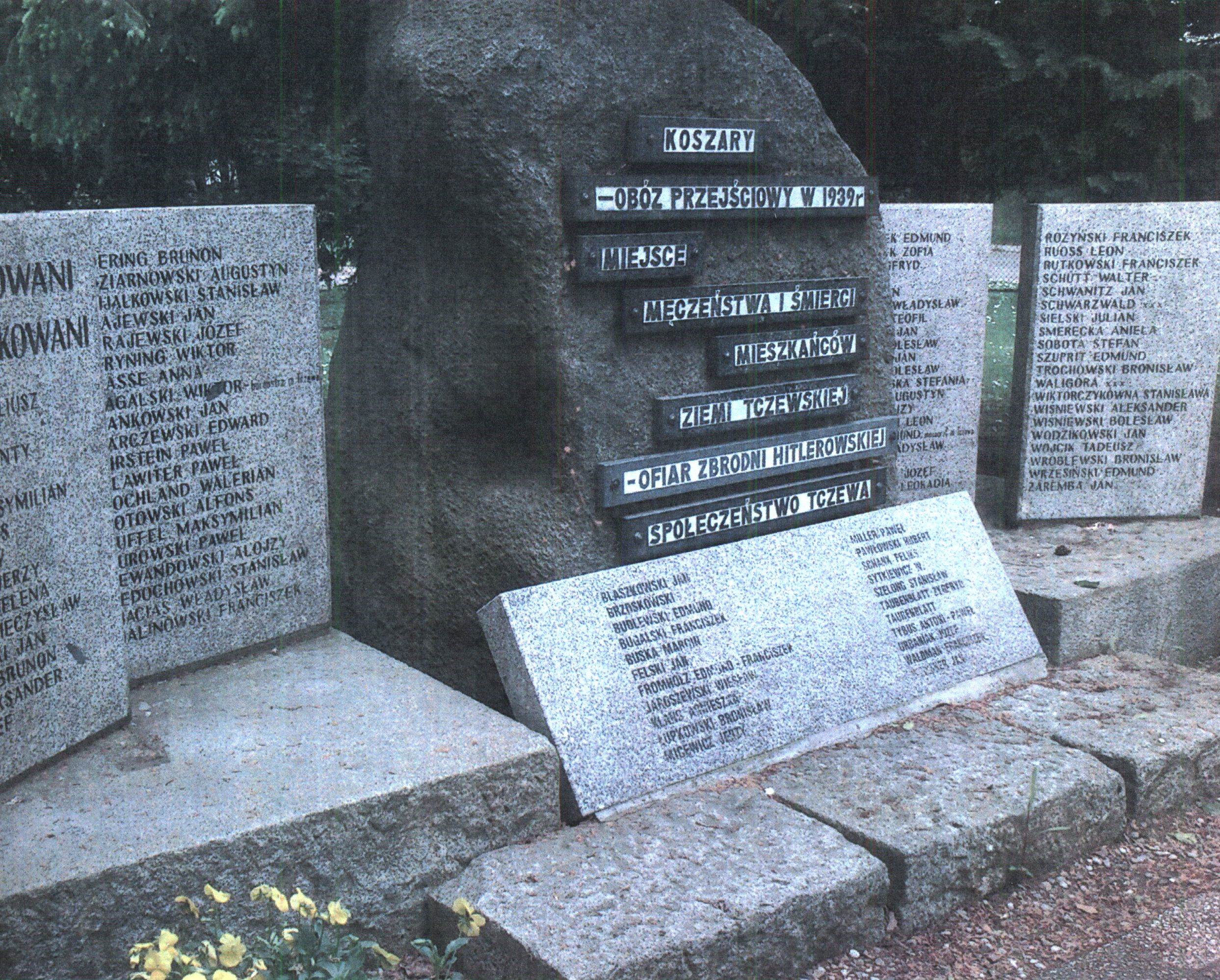
Obelisk przy ul. Wojska Polskiego w Tczewie poświęcony mieszkańcom Tczewa pomordowanym w 1939 r. w obozie przejściowym na terenie koszar 2 batalionu strzelców WP

W pierwszym okresie aresztowania w Tczewie prowadzone były przede wszystkim w środowisku przedstawicieli lokalnej elity społecznej i intelektualnej polskiej i żydowskiej, a także wśród osób do których miejscowi Niemcy żywili osobiste urazy. W obławach udział brali niemieccy policjanci, żandarmi, funkcjonariusze Gestapo i Schutzpolizei, członkowie SA i SS z jednostki SS-Heimwehr-Sturmbann „Götze” oraz V inspektoratu organizacji Volksdeutscher Selbstschutz. Doprowadzeni początkowo byli umieszczani w areszcie mieszczącym się w budynku Sądu w Tczewie lub w punktach zbiorczych zorganizowanych w szkołach i piwnicach obok gazowni przy ul. Kołłątaja i dopiero po wstępnych przesłuchaniach byli przenoszeni do obozu dla zakładników utworzonego w byłych koszarach 2 batalionu strzelców Wojska Polskiego. Tczewski obóz przejściowy zorganizowano 10 września 1939 r. W obozie tym przez cały okres jego funkcjonowania osadzono ok. 500 Polaków pochodzących z Tczewa i okolic. Po kapitulacji Lądowej Obrony Wybrzeża umieszczono w nim żołnierzy, funkcjonariuszy straży granicznej i polskiej policji. Obóz funkcjonował do końca listopada 1939 r., kiedy to jego budynki ponownie przejęły wojska niemieckie, a znajdująca się jeszcze w obozie grupa więźniów została przeniesiona do obozu zorganizowanego w budynkach Zespołu Szkół Rzemieślniczych w Tczewie.
Szczególnie intensywnie prześladowaną grupą ludności na Pomorzu Gdańskim w 1939 r. byli księża z Diecezji Chełmińsko-Pelplińskiej. W gmachu Seminarium Duchownego Niemcy utworzyli Internierungslager podległy miejscowemu oddziałowi SS. Komendantem tego obozu został komisarz policji Hauptmann Helmut Richter, któremu podlegali m.in.: Olga Lutz, Margareta Lutz, SA-mann Hagenveld Gustav, SS-Obersturmführer Heinz Kutze, Otto Seedig (ówczesny tymczasowy burmistrz Pelplina) i Gerhard Räther (późniejszy burmistrz Pelplina). W obozie tym przetrzymywani byli Polacy z pobliskich miejscowości. Przed każdorazowym wywiezieniem Polaków na stracenie do Lasów Szpęgawskich zbierała się „komisja” pod przewodnictwem SS-Sturmbanführera Waltera Beckera 
Etapem kończącym masowe egzekucje mieszkańców Tczewa i powiatu było rozstrzelanie 24 stycznia 1940 r. 13 mieszkańców Tczewa na Świńskim Rynku. W styczniu 1940 r. na terenie dawnej fabryki gazomierzy „Arkona” w Tczewie znajdowały się garaże, w których Niemcy składowali autobusy i samochody ciężarowe. Ze względu na przechowywanie w tym miejscu materiałów łatwopalnych i pojazdów mechanicznych zachowywano szczególne zasady bezpieczeństwa. W nocy 23 stycznia 1940 r. na terenie, gdzie były zlokalizowane garaże, wybuchł pożar w wyniku które zniszczone zostały pojazdy pocztowe. Prawdopodobną przyczyną pożaru było ustawienie koksowników ogrzewających pomieszczenia zbyt blisko samochodów i przez to nastąpił zapłon oparów benzyny. Zdarzenie to stało się pretekstem dla Landrata Reinholda Isendicka do oskarżenia o sabotaż Polaków i spowodowanie represji, które zakończyły się masową egzekucją 24 stycznia 1940 r.
Innymi miejscami w którym przetrzymywano aresztowanych przez członków Selbstschutzu oraz funkcjonariuszy Gestapo, SS, SA i Schutzpolizei Polaków z Gniewu oraz okolicznych wsi (m.in.: w Opaleniu, Lipiej Górze, Wielkich i Małych Walichnowach, Kuchni) był gniewski zamek i więzienie. Obóz przejściowy w Gniewie istniał od dnia grudnia 1939 r. do lutego 1940 r. Mieścił się w piwnicach i salach zniszczonego częściowo zamku na dziedzińcu koszar i w więzieniu. W miejscu tym przetrzymywano ok. 2 tys. Polaków (kobiet, dzieci i mężczyzn) aresztowanych w Gniewie, Tczewie (w fabryce „Arkona”), Pelplinie i Gdańsku. 24 mieszkańców Tczewa więzionych w obozie w Gniewie Niemcy w listopadzie 1939 r. wywieźli do Lasów Szpęgawskich i tam rozstrzelali. Podczas likwidacji obozu część więźniów wywieziono do Generalnego Gubernatorstwa, część do obozu w Potulicach i Prabutach (obóz mieścił się w zakładzie dla umysłowo chorych), a pozostałych na prace przymusowe do III Rzeszy.
Na terenie powiatu tczewskiego do zbrodni w 1939 r. dochodziło jeszcze w następujących miejscowościach: Malenin (we wrześniu Niemcy rozstrzelali tam nieustaloną bliżej liczbę miejscowych nauczycieli); Rajkowy (we wrześniu Niemcy rozstrzelali tam nieustaloną bliżej liczbę miejscowych Polaków); w lesie Zwierzynek zamordowany został 9 października 1939 r. Stefan Ziegert vel Zygert z Goszyna.

## Proces zacierania śladów i działalność Sonderkommando 1005 na Pomorzu

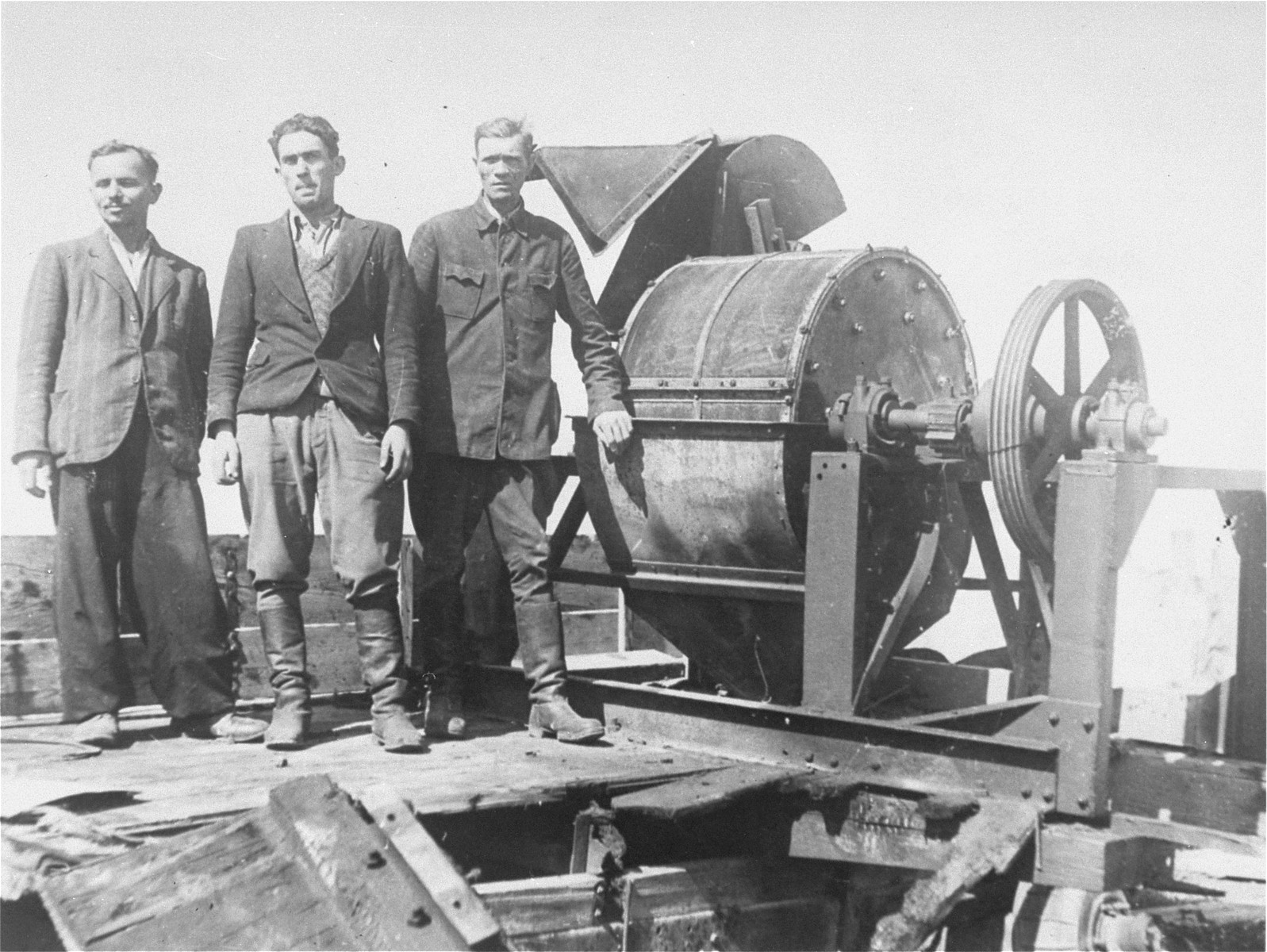
Członkowie Sonderkommando 1005 przy maszynie do mielenia kości

Z chwilą zbliżania się frontu wschodniego do granic Rzeszy rozpoczął się proces zacierania śladów popełnionych zbrodni. W 1944 r. na terenie Pomorza Gdańskiego działało Sonderkommando 1005, którego zadaniem było niszczenie dowodów zbrodni popełnionych przez jednostki policyjne i SS oraz zlikwidowanie masowych grobów przed wkroczeniem oddziałów Armii Czerwonej. Wydobyto wówczas z blisko 30 masowych miejsc kaźni zwłoki osób zamordowanych w 1939 r. i dokonano ich spalenia. W niektórych miejscach masowych straceń, jak chociażby w Piaśnicy koło Wejherowa, pomimo prowadzonych od lat badań nie udało się do tej pory potwierdzić działalności komanda specjalnego. W Lasach Piaśnickich do wydobycia i spalenia zwłok jednostki SS i policji wykorzystały 36 więźniów KL Stutthof zwanych „komando do nieba”. Akcja trwała około 7 tygodni. Po jej zakończeniu więźniów również zamordowano i ich ciała także spalono. 
Od 1946 r. z inicjatywy członków lokalnych struktur Polskiego Związku Zachodniego oraz Komisji Badania Zbrodni Niemieckich w Polsce zostały powołane specjalne komisje ekshumacyjne w celu ustalenia liczby ofiar pomordowanych w 1939 r. w poszczególnych masowych miejscach straceń. Sukcesywnie w lokalnej prasie ukazywały się artykuły o odkryciu masowych grobów, wówczas to rodziny przyjeżdżały do tych miejsc, aby rozpoznać swoich bliskich. Przy identyfikacji zwłok, prowadzonej z udziałem rodzin pomordowanych, udało się ustalić personalia niektórych osób. Ciała niektórych z rozpoznanych ofiar były zabierane przez rodziny i grzebane na cmentarzach rodzinnych, inne zaś ponownie pochowano w zbiorowych mogiłach w miejscach straceń .

## Rozliczanie zbrodni pomorskiej 1939 r.

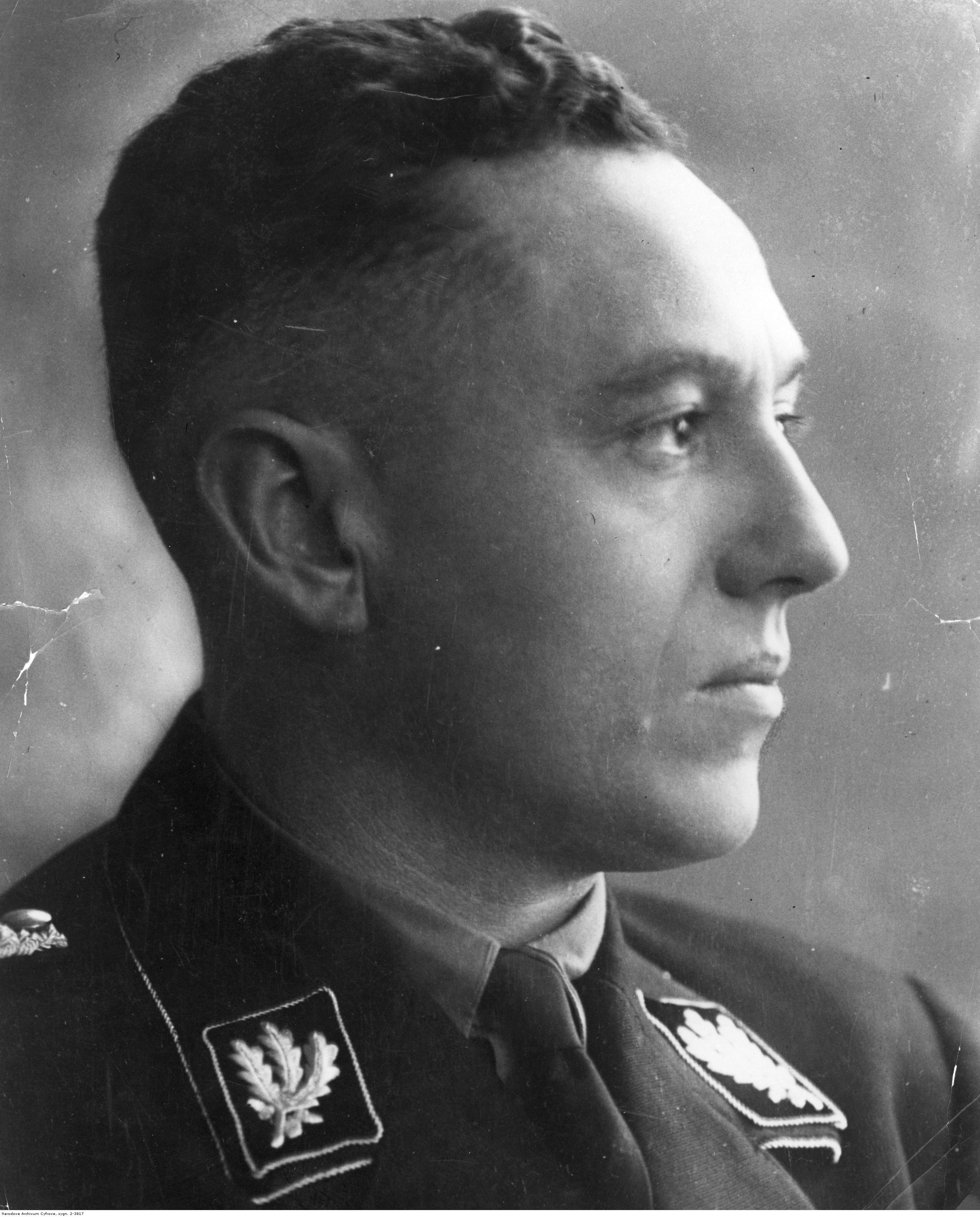
Gauleiter Albert Forster skazany za sprawstwo kierownicze w zbrodni pomorskiej

Większość sprawców zbrodni pomorskiej 1939 r. nie została odnaleziona po wojnie i nie została sprawiedliwie osądzona. Śledztwa prowadzone od końcówki lat 40. przez Okręgową Komisję Badania Zbrodni Hitlerowskich w Gdańsku były zawieszone w latach 70., z powodu niemożności przesłuchania świadków i osób podejrzanych zamieszkujących na Zachodzie, gdzie trudno było wówczas dotrzeć. Od 2000 r. z chwilą powołania Instytutu Pamięci Narodowej, w Oddziałowej Komisji Ścigania Zbrodni Przeciwko Narodowi Polskiemu w Gdańsku i Delegaturze w Bydgoszczy śledztwa w sprawie zbrodni dokonanych w 1939 r. na Pomorzu są sukcesywnie podejmowane i prawomocnie kończone. Po zakończeniu wojny przeprowadzono kilka procesów karnych w których na ławie oskarżonych zasiedli sprawcy kierowniczy zbrodni popełnionych na Pomorzu. Odpowiedzialność karną za te zbrodnie poniósł m.in. były Gauleiter Gdańska Albert Forster, którego Najwyższy Trybunał Narodowy skazał w 1948 r. na karę śmierci. Wyrok wykonano prawdopodobnie 28 lutego 1952 r. w więzieniu mokotowskim w Warszawie. SS-Gruppenführer Richard Hildebrandt, w latach 1939-1943 Wyższy Dowódca SS i Policji w Okręgu Gdańsk-Prusy Zachodnie, był sądzony w VIII procesie norymberskim zwanym RuSHA. Został skazany na 25 lat więzienia, a następnie przekazany Polsce, gdzie w Bydgoszczy skazano go na karę śmierci. Wyrok wykonano 10 marca 1951 r. Natomiast dowodzący Selbstschutzem na całym Pomorzu Ludolf von Alvensleben ps. „Bubi”, który w latach 1938-1941 był pierwszym adiutantem Reichsführera-SS Heinricha Himmlera, od listopada 1943 r. SS-Gruppenführerem i Generalleutnantem policji, a od lipca 1944 r. Generalleutnantem Waffen-SS. W maju 1945 r. został zatrzymany w brytyjskiej strefie okupacyjnej i osadzony w byłym obozie Neuengamme, z którego uciekł 11 września 1946 r. przedostając się do Ameryki Południowej. Zmarł śmiercią naturalną 1 kwietnia 1970 r. w Santa Rosa de Toay w Argentynie i nigdy nie został pociągnięty do odpowiedzialności karnej, chociaż został zaocznie skazany na karę śmierci przez Sąd Okręgowy w Toruniu .

## Pamięć o zbrodni pomorskiej

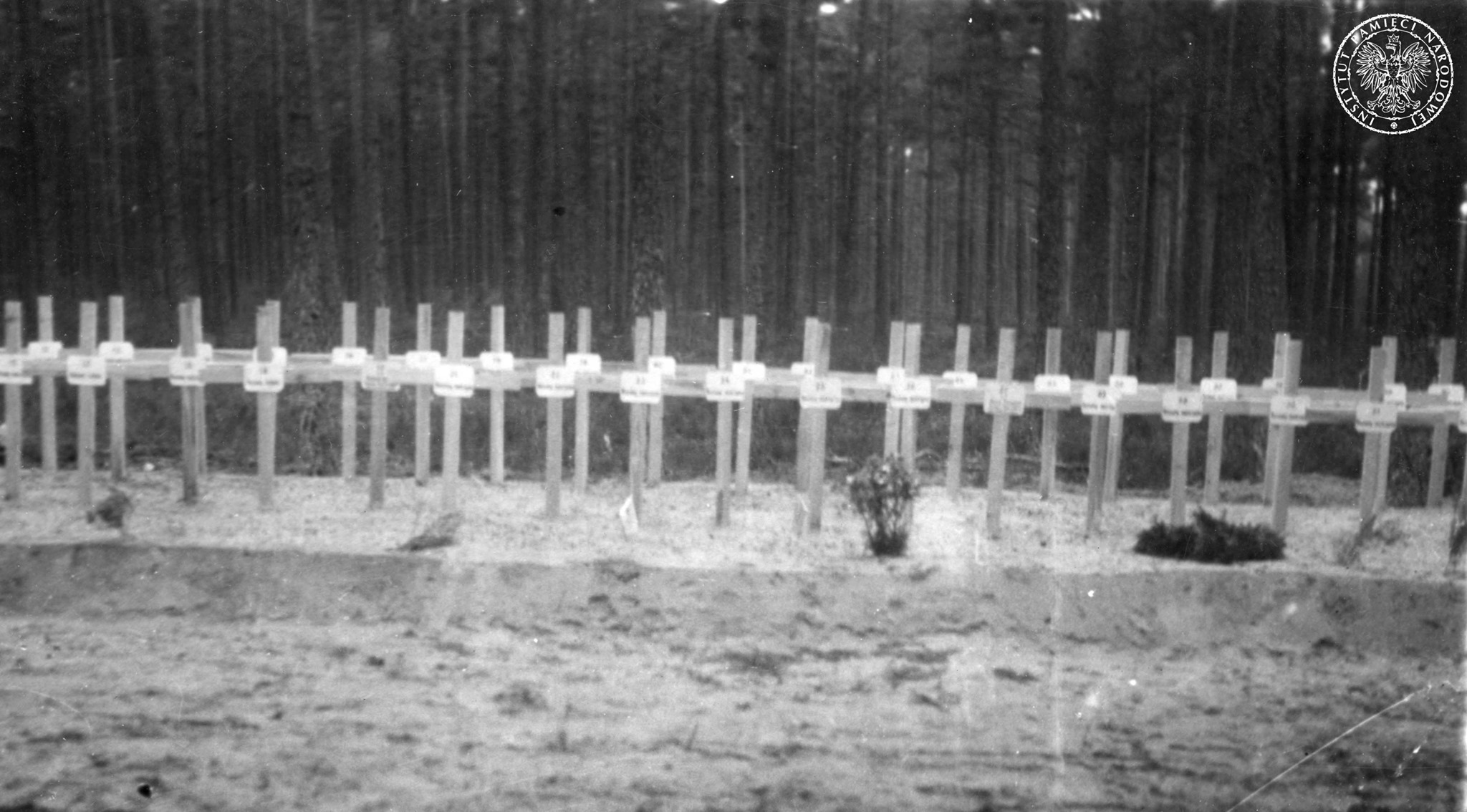
Pierwszy cmentarz w Lasach Piaśnickich, 1946 r.

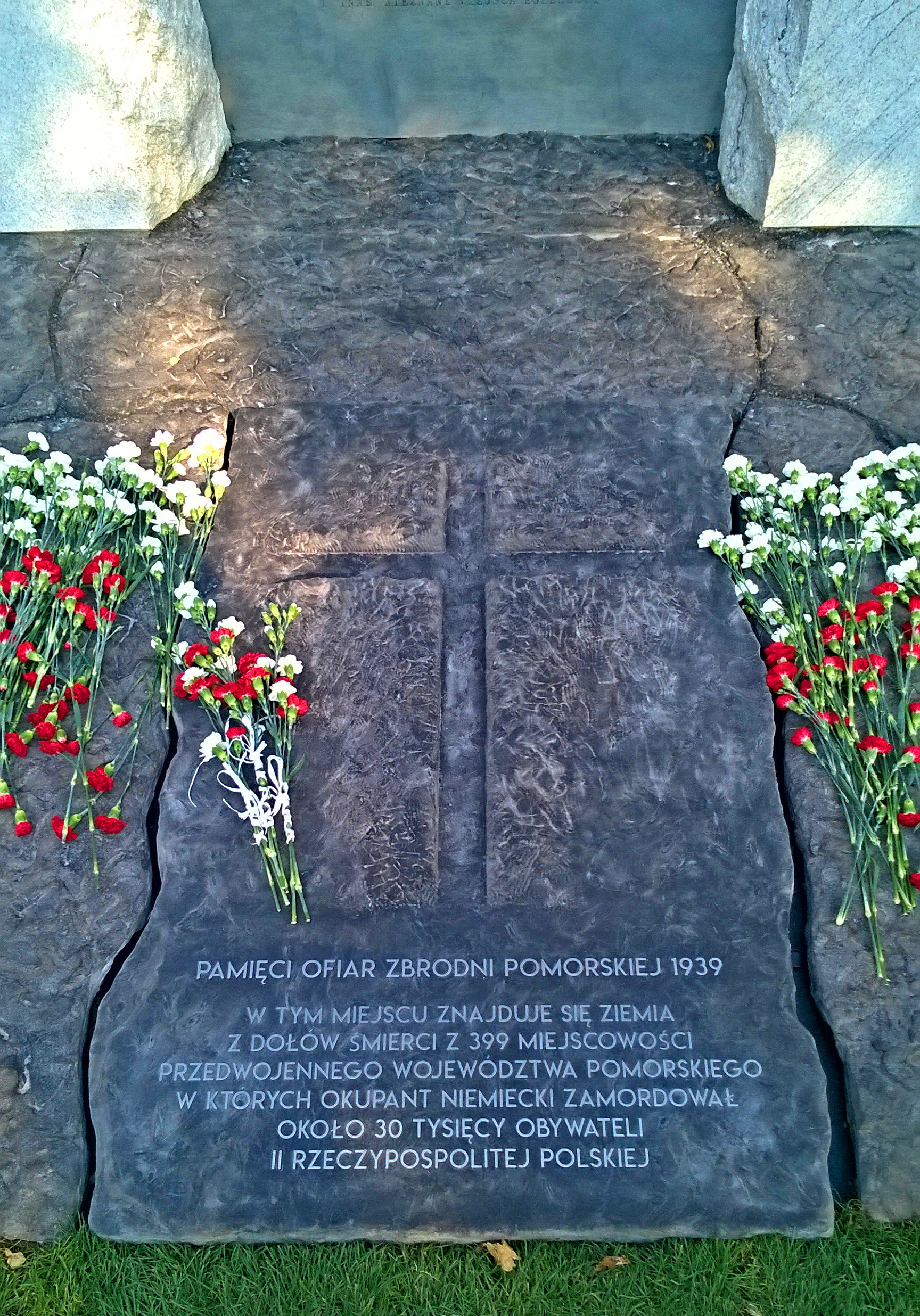
Tablica pamiątkowa z Pomnika Ofiar Zbrodni Pomorskiej 1939

Niestety pamięć o ofiarach zbrodni pomorskiej 1939 roku jest kultywowana jedynie w wymiarze lokalnym. W Wejherowie działa Stowarzyszenie „Rodzina Piaśnicka”, które dba o groby w Piaśnicy, włącza się w organizację uroczystości ku czci pomordowanych, które co roku odbywają się w Lasach Piaśnickich. Z inicjatywy Stowarzyszenia i ks. Daniela Nowaka część kościoła pw. Chrystusa Króla i Błogosławionej Alicji Kotowskiej w Wejherowie, nazwano właśnie kaplicą Piaśnicą. W Lasach Szpęgawskich natomiast w 2019 r. odsłonięto nowy pomnik upamiętniający pomordowanych, których 2 400 udało się ustalić z imienia i nazwiska. Z kolei w Toruniu w październiku 2018 r. w centrum miasta, będącego stolicą przedwojennego województwa pomorskiego, odsłonięto pomnik ofiar zbrodni pomorskiej 1939. Na pomniku symbolizującym opuszczony dom do którego domownicy już nie wrócą wyryto ok. 400 nazw miejscowości w których mordowano pomorskich obywali II Rzeczypospolitej
. 